# Lucien Capet
Lucien Louis Capet (París, 8 de gener, 1873 - Idem. 18 de desembre, 1928), va ser un violinista, pedagog i compositor francès.

## Carrera
Capet venia del proletariat de París. Als quinze anys, va haver de mantenir-se tocant a bistrots i cafeteries. Va estudiar al Conservatori de París on va ser alumne de Jean-Pierre Maurin i més tard va actuar com a solista amb orquestres franceses. Entre 1896 i 1899, fou concertino de l'orquestra dels Concerts Lamoureux. També va ensenyar violí a la "Société Sainte-Cécile de Bordeaux" (1899–1903). Entre els seus alumnes destacats destaquen Jascha Brodsky i Ivan Galamian, que es van convertir en professors de violí influents a la darrera part del segle xx.
Lucien Capet va tenir una exitosa carrera com a solista i músic de cambra, formant el "Capet Quartet" el 1893. El quartet va passar per molts canvis de personal i va fer diversos enregistraments de quartets de corda de Beethoven i obres romàntiques i clàssiques. Capet també era un professor ben considerat, conegut sobretot per la seva tècnica d'arc. Amb la violinista i músic de cambra Suzanne Chaigneau, Capet va fundar l'"Institut moderne du violin" el 1924.
Capet va escriure un llibre sobre "Tècnica d'arc superior" que és un tractat essencial sobre tots els aspectes de la tècnica d'arc per al violí; hi ha reimpressions disponibles (incloses les traduccions a l'anglès de Margaret Schmidt i Stephen Shipps).
Lucien Capet també va treballar estretament amb el fabricant d'arcs Joseph Arthur Vigneron per desenvolupar un model d'arc Lucien Capet (el model Lucien Capet sovint s'estampava en aquests arcs). El concepte/disseny de Vigneron per a aquests arcs era una mena de secció transversal triangular arrodonida, que afegia estabilitat a l'arc (centre de gravetat inferior)."

## Composicions (selecció)
- Le Rouet, poema simfònic
- Prélude religieux, per orquestra
- Devant la mer, per veu i orquestra
- Poème, per violí i orquestra
- 5 quartets de corda
- 2 sonates per violí i piano
- 6 études per violí
- Ària en la menor per a violí, viola i piano, Op. 5 (1908)

## Enregistraments del Quatuor Capet
(Datat cap al 1925-1930)
- Beethoven: Quartet en la major, op. 18 núm. 5 (Columbia Records, D 1659-62).
- Beethoven: Quartet en fa major, op. 59 núm. 1 (Col. D 15065-70).
- Beethoven: Quartet en mi bemoll major 'Arpa', op. 74 (Col., L 2248-51).
- Beethoven: Quartet en do sostingut menor, op. 131 (Col., L 2283-87).
- Beethoven: Quartet en la menor, op. 132 (Col., L 2272-76).
- Mozart: Quartet en do major, K. 465 (Col., L 2290-93).
- Schumann: Quartet en la menor, op. 41 núm. 1 (Col., L 2329-31).
- Debussy: Quartet en sol menor, op. 10 (1893) (Col., D 15085-8).
- Franck: Quintet en fa menor, amb Marcel Ciampi (pno) (Col., D 15102-6).
- Haydn: Quartet en re major, op. 64 No 5 'Alosa' (Col., D 13070-2).
- Ravel: Quartet en fa major (Col., D 15057-60).
- Schubert: Quartet en re menor, D. 810 La mort i la donzella (Col. D 15053-6).